# Plantago arachnoidea
Plantago arachnoidea är en grobladsväxtart som beskrevs av Alexander Gustav von Schrenk. Plantago arachnoidea ingår i släktet kämpar, och familjen grobladsväxter. Inga underarter finns listade i Catalogue of Life.